# As Aventuras de Nhô Quim ou Impressões de Uma Viagem à Corte
As Aventuras de Nhô Quim ou Impressões de Uma Viagem à Corte foi a primeira historia em quadrinhos lançada no Brasil e uma das mais antigas do mundo. Foi publicada na revista A Vida Fluminense a 30 de janeiro de 1869 da autoria de Angelo Agostini, um italiano radicado no Brasil desde os 16 anos de idade, e conta a história de Nhô Quim, um caipira que se muda para a cidade do Rio de Janeiro e que fica chocado com a civilização meio rural, meio urbana, sendo de facto uma caricatura dos costumes daquela época. Em 1872, a história foi continuada por Cândido Aragonez de Faria. Esta história foi tão importante na historia dos quadrinhos brasileiros que em 1984 foi escolhido o dia 30 de janeiro para ser o "Dia do Quadrinho Nacional", e transmitindo tanta importância ao seu criador que o prêmio dado aos melhores cartunistas, pela Associação dos Quadrinhistas e Caricaturistas do Estado de São Paulo, tem o nome de "Prêmio Angelo Agostini".